# ویلیس فورتادو
ویلیس فورتادو (انگلیسی: Willis Furtado؛ زادهٔ ۴ سپتامبر ۱۹۹۷) بازیکن فوتبال اهل دماغه سبز است.
وی همچنین در تیم ملی فوتبال دماغه سبز بازی کرده‌است.